# Haliburton Lake
Haliburton Lake är en sjö i Kanada.   Den ligger i countyt Haliburton County och provinsen Ontario, i den sydöstra delen av landet, 210 km väster om huvudstaden Ottawa. Haliburton Lake ligger 357 meter över havet. Arean är 11,2 kvadratkilometer. Den sträcker sig 8,3 kilometer i nord-sydlig riktning, och 5,2 kilometer i öst-västlig riktning.
I omgivningarna runt Haliburton Lake växer i huvudsak blandskog. Runt Haliburton Lake är det mycket glesbefolkat, med 3 invånare per kvadratkilometer.